# Tu viện Jerónimos
Tu viện Jerónimos hay còn được gọi là tu viện Hieronymites (tiếng Bồ Đào Nha: Mosteiro dos Jerónimos, IPA: [muʃˈtɐjɾu ðuʃ ʒɨˈɾɔnimuʃ]) là một tu viện cũ của dòng Hieronymites gần sông Tagus thuộc giáo xứ Belém, thủ đô Lisboa, Bồ Đào Nha. Nó trở thành một công trình không thuộc tôn giáo nữa vào ngày 28 tháng 12 năm 1833 theo nghị định của Nhà nước và quyền sở hữu nó được chuyển giao cho tổ chức từ thiện Real Casa Pia de Lisboa.
Tu viện là một trong những ví dụ nổi bật nhất của phong cách kiến trúc Gothic muộn Manueline của Bồ Đào Nha ở Lisboa. Nó đã được UNESCO công nhận là Di sản thế giới cùng với tháp Belém gần đó vào năm 1983.

## Lịch sử
Tu viện nằm trên một nhà thờ trước đây được dành riêng cho Santa Maria de Belém và là nơi các tu sĩ của dòng Chiến sĩ của Chúa Kitô hỗ trợ cho những người đi biển khi quá cảnh tại Lisboa. Bến cảng Praia do Restelo là một địa điểm thuận lợi cho thủy thủ đi biển khi là nơi neo đậu an toàn và bảo vệ những con tàu trước gió bão, và dừng chân trước khi đi vào bên trong cửa sông Tagus. Cấu trúc hiện tại được hoàn thành theo lệnh của vua Manuel I của Bồ Đào Nha (1469–1521) vào năm 1495 như một nơi an nghỉ cuối cùng cho các thành viên của nhà Aviz với niềm tin rằng một vương quốc trên bán đảo Iberia sẽ cai trị sau khi ông qua đời. Năm 1496, vua Manuel thỉnh cầu Tòa Thánh cho phép xây dựng một tu viện tại địa điểm này. Tu viện khổ hạnh Restelo (Ermida do Restelo) cùng với nhà thờ được biết đến là nơi Vasco da Gama và thủy thủ đoàn cầu nguyện và qua đêm trước khi khởi hành đến phương Đông vào năm 1497.